# Этеми, Валон
Валон Этеми (макед. Ваљон Етеми, алб. Valon Ethemi; род. 3 октября 1997, Palatica, Желино) — северомакедонский футболист албанского происхождения, полузащитник турецкого «Коньяспора» (в аренде из «Истанбулспора») и национальной сборной Северной Македонии.

## Клубная карьера
Валон Этеми родился в селе Палатица в северомакедонской общине Желино на северо-западе страны в семье энических албанцев. После переезда на историческую родину с 17 лет занимался в юношеской академии тиранского «Динамо», а год спустя подписал свой первый профессиональный состав с клубом «Адриатику», выступавшим в местном Первом дивизионе. В ходе сезона 2016/17 провёл за команду 22 матча, забив 4 мяча, и был приглашён в состав одного из лидеров албанского футбола — «Кукеси».
28 августа 2017 года подписал 3-х годичный контракт с «Кукеси»; впервые попал в заявку клуба на матч Суперкубка Албании-2017, а дебютировал за «северо-восточных» уже спустя три дня в поединке чемпионата страны против «Камзы», выйдя на замену на 76-й минуте.
После перехода в «Истанбулспор» по результатам сезона 2021/22 турецкой Первой лиги помог своему новому клубу впервые за 17 лет вернуться в Суперлигу.
В январе 2024 года был отдан в аренду в «Коньяспор» с последующей возможностью выкупа.

## Карьера в сборной
28 мая 2018 года дебютировал за молодёжную команду Албании в товарищеской встрече против сверстников из Боснии и Герцеговины.
В ноябре 2021 года был вызван на сборы основной сборной Северной Македонии в рамках её подготовки к отборочным матчам на чемпионат мира. Первый матч за «красных львов» провёл 12 июня 2022 года, выйдя на замену в игре Лиги наций против Гибралтара.

## Достижения

### Клубные
«Кукеси»:
- обладатель Кубка Албании: (1) 2018/19